# Флаг Майотты
Флаг Майотты — белое поле с изображением двух морских коньков, удерживающих щит, разделённый на синее поле с изображением белого полумесяца и красное поле с изображением двух золотых шестиконечных звёзд, и девизом «Ra Hachiri». Официальный символ острова Майотта, французского заморского департамента в Индийском океане.